# 니시테쓰 버스 사가

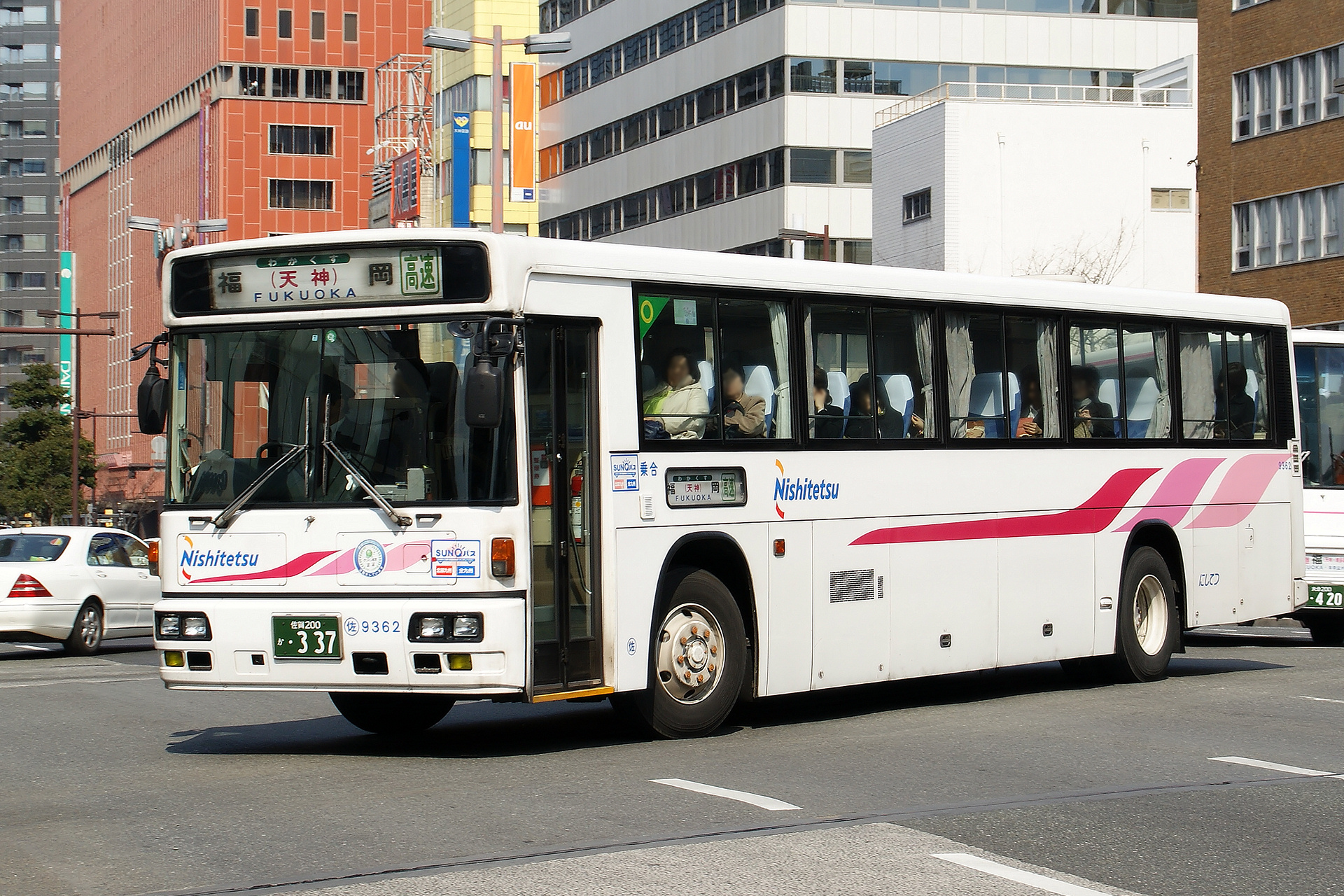
고속버스 (와카쿠스호)

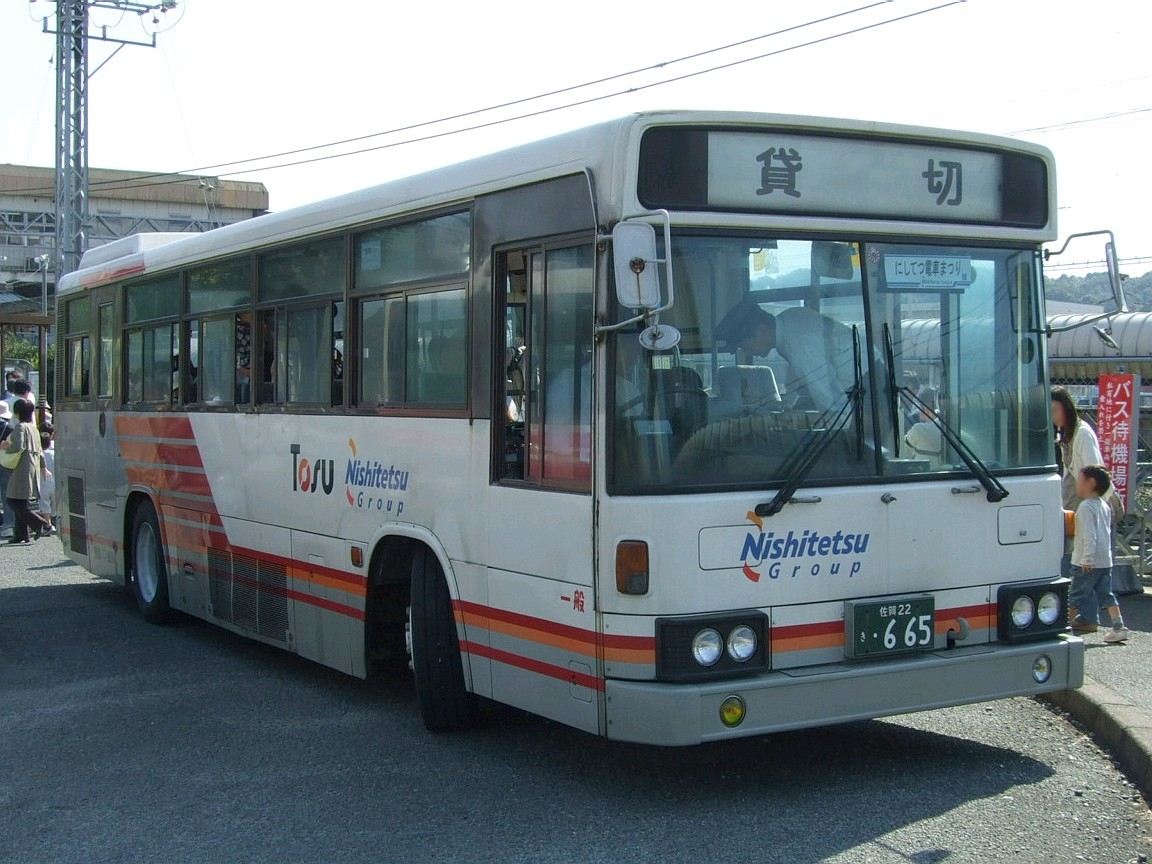
도스 교통으로부터 인수된 차량

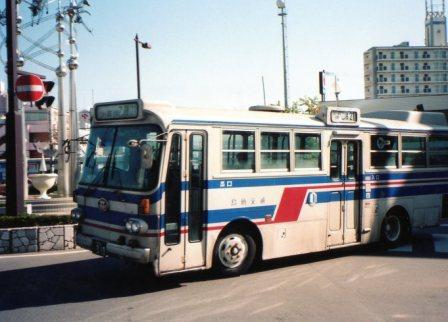
도스 교통 시절의 차량 (1993년)

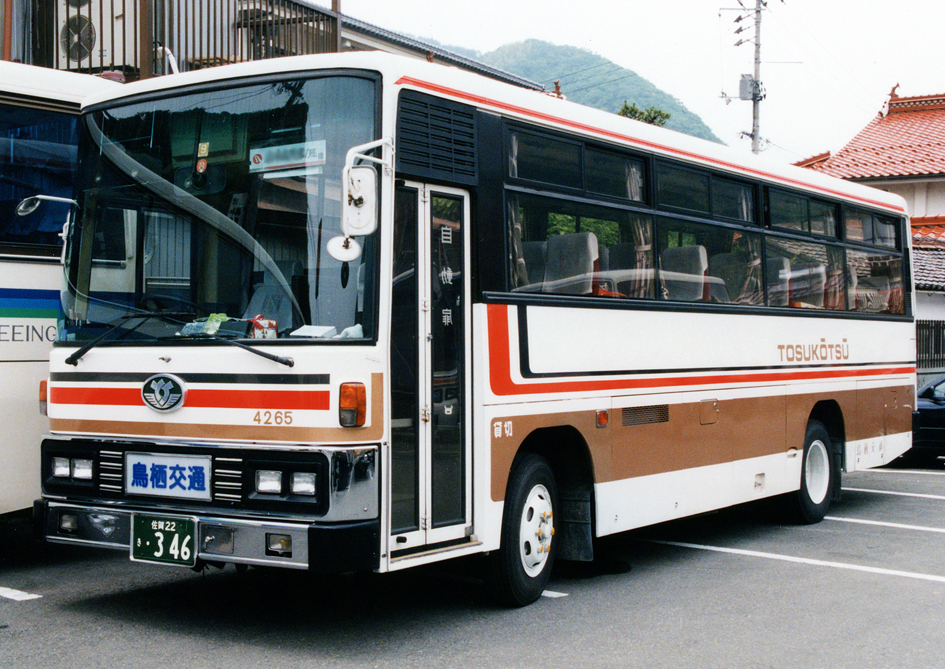
도스 교통 시절의 대절 차량 (전세버스이며, 한국으로 치면 신백승여행사 같은 중소 관광버스 운수사 소속 차량의 외형과 유사함)

니시테쓰 버스 사가(일본어: 西鉄バス佐賀)는 서일본 철도의 자회사로, 사가현 사가시 및 도스시를 중심으로 위시하여 노선버스 및 전세버스를 운행하고 있는 노선버스 운수 사업자이다. 영업소는 대체적으로 보면 사가현 내에 위치하고 있지만, 후쿠오카현 구루메시와 오고리시에도 직영 노선을 운행하고 있으며 서일본 철도가 100% 출자하고 있는 지분을 갖고 있다. 정식으로 설립한 시기는 1986년 7월 14일이며 설립 당시 상호는 도스 교통(주)에서 시작한 것으로 나와 있었지만 2001년부터 현재의 이름으로 개명되었다.

## 영업소
- 실질적인 영업소 표기 체계는 대체적으로 보면 ○안에 들어가게 되는 한자는 주로 1문자 또는 2문자의 형태를 가진 글귀로 표기한다.
- *는 니시테쓰로부터 관리 및 위탁을 수탁하여 운행되는 노선이다.

### 본사
본사에 대한 상세 사항은 ja:西鉄バス佐賀・本社 문서를 참고하라.
- 소재지 : 사가현 사가시 에키마에초 3초메 3-10
- 인근의 버스 정류장 : 사가 제2 합동청사
- 영업소 표기 : ○佐

### 도스 지사
도스 지사에 대한 상세 사항은 ja:西鉄バス佐賀・鳥栖支社 문서를 참고하라.
- 소재지 : 사가현 도스시 모토마치 가와라 1303-1
- 인근의 버스 정류장 : 니시테쓰 도스
- 영업소 표기 : ○鳥

## 비고
사가현의 현내에서 운행되고 있는 노선 및 구간에 한하여 사가 시영버스, 쇼와 버스, 요토쿠 버스, JR 규슈 버스 등이 사가현 내에서 공통으로 종이 형식의 회수권을 이용할 수 있게 되지만, 프리미엄 아울렛 노선이나 공영버스, 고속버스, 후쿠오카시의 시내 등지를 넘나드는 노선 등은 회수권 사용이 당연히 불가능하다.